# GDP-mannosio 6-deidrogenasi
La GDP-mannosio 6-deidrogenasi è un enzima appartenente alla classe delle ossidoreduttasi, che catalizza la seguente reazione:
GDP-D-mannosio + 2 NAD+ + H2O ⇄ GDP-D-mannuronato + 2 NADH + 2 H+
L'enzima agisce sul corrispondente derivato deossinucleoside difosfato, utilizzandolo come substrato.